# San Mateo de Gállego (kommunhuvudort)
San Mateo de Gállego är en kommunhuvudort i Spanien.   Den ligger i provinsen Provincia de Zaragoza och regionen Aragonien, i den nordöstra delen av landet, 290 km nordost om huvudstaden Madrid. San Mateo de Gállego ligger 286 meter över havet och antalet invånare är 2 461.
Terrängen runt San Mateo de Gállego är huvudsakligen platt, men åt nordväst är den kuperad. Runt San Mateo de Gállego är det tätbefolkat, med 550 invånare per kvadratkilometer. Närmaste större samhälle är Zuera, 4,6 km norr om San Mateo de Gállego. Trakten runt San Mateo de Gállego består till största delen av jordbruksmark.